# Мухаммед Ибн Махмуд Ширвани
 Мухаммед Ибн Махмуд Ширвани (тур. Muhammed İbn Mahmud Şirvani; 1375—1450) — средневековый врач и переводчик.

## Биография
Родился в Ширване, впоследствии переселился в Турцию, где работал придворным врачом и написал на османском языке несколько медицинских трудов. Самая известная его работа — «Мюршид», повествует о лечении глазных болезней. Кроме этого, Мухаммед Ширвани написал книгу «Тёхфеи-Мюради» («Вклад Мурада»). Эта книга, повествующая о целебной силе драгоценных камней, была посвящена османскому императору Мураду II (1421—1451). Мухаммед Ширвани также перевёл с арабского языка и фарси на турецкий язык ряд ценных медицинских работ.